# Frank Small
Frank Small (18 de abril de 1895 — janeiro de 1971) foi um ciclista olímpico estadunidense. Representou sua nação nos Jogos Olímpicos de Verão de 1920.